# 셀리브리티 쿠킹배틀
《셀리브리티 쿠킹배틀》은 2006년에 미국에서 방송된 미국 유명스타들의 요리 대결 프로그램이다.